# Marie Gaudin

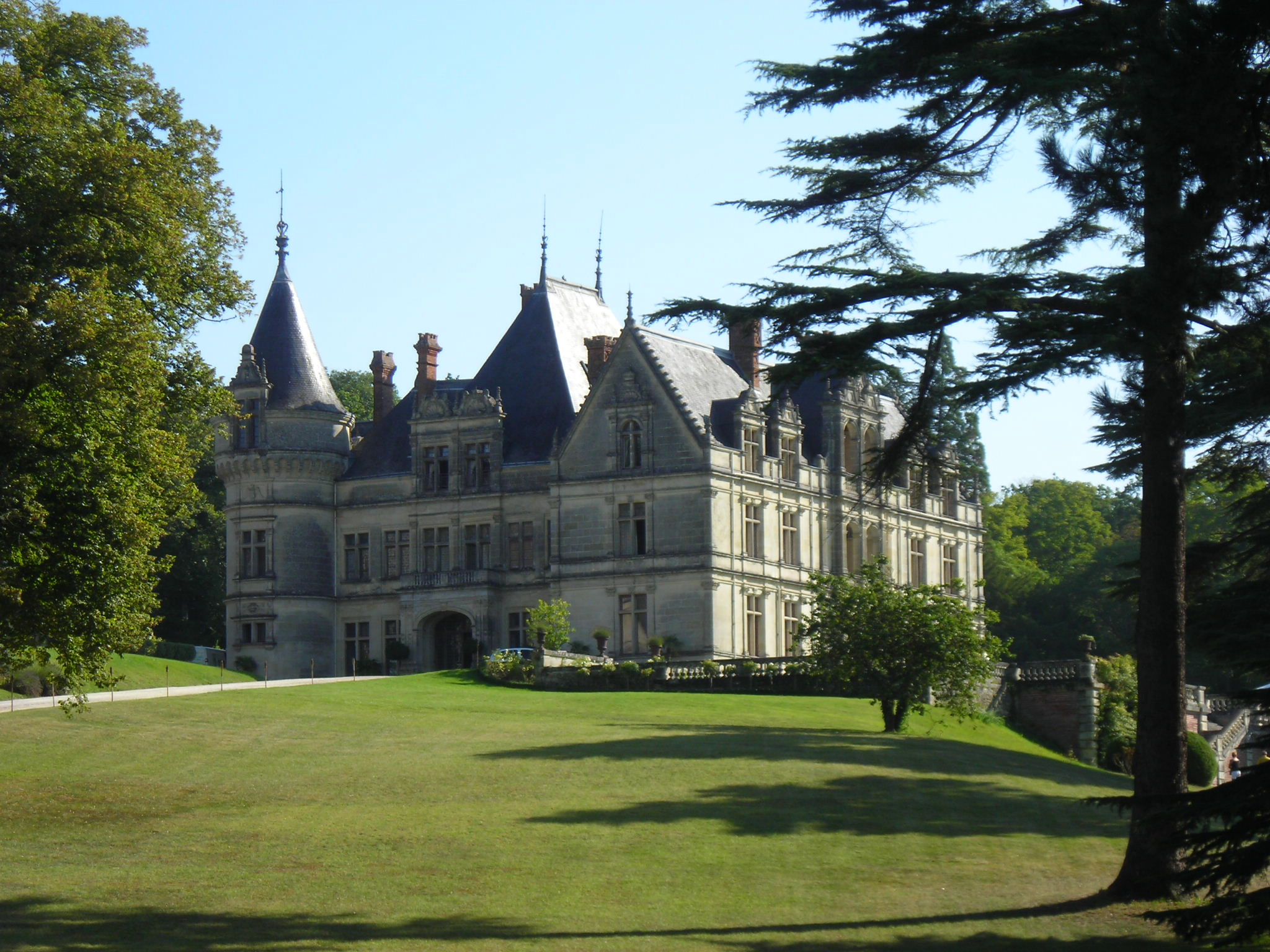
Zámek de la Bourdaisière, rodinný dům rodiny Gaudinů, jak jej kolem roku 1520 přestavěl Philibert Babou, manžel Marie Gaudinové.

Marie Gaudin de La Bourdaisière, narozená v roce 1490 nebo 1495, byla jednou z mnoha milenek francouzského krále Františka I.

## Životopis
Marie Gaudin byla dcerou Victora Gaudina, královnina pokladníka, a Agnès Morinové, paní des Ralluères. Přes otce byla vnučkou starosty města Tours Jeana Gaudina a neteří starosty Nicolase Gaudina.
Marie Gaudinová, která byla považována za nejkrásnější ženu své doby, byla milenkou Františka I., Karla V. a také papeže Lva X. Ona a její manžel Philibert Babou, sám správce pokladny Františka I., měli blízko k rodině Medici.
Po své návštěvě Bologne s Františkem I. dne 11. prosince 1515 , jí papež Lev X daroval diamant velké ceny, od té doby nazývaný „diamant Gaudin“, na památku „laskavostí“, které mu poskytla.
Stála také modelem sochaři pro sochu Panny Marie uchované v kostele Notre-Dame-de-Bon-Désir mezi Tours a Amboise. Její náhrobek lze nalézt v Saint Denis v Amboise.

## Potomci
Marie Gaudin se provdala za Philiberta Babou dne 28. dubna 1510 v Toursu. Spolu měli 8 dětí. v Tours. Měli osm dětí:
- Jean II Babou de La Bourdaisière ( 1511 - 1569 ), od roku 1542 akvizicí pán de Sagonne, velmistr dělostřelectva, se v roce 1540 oženil s Françoise Robertet paní d' Alluye (s) z Perche-Gouët, s níž měl :
  - Françoise Babou de La Bourdaisière, která měla několik dětí ze svého manželství:
    - Gabrielle d'Estrées (1573–1599) [3], titulární metresa Jindřicha IV, matka Césara de Vendôme a předka Ludvíka XV [4];
    - Angélique d'Estrées (1570–1634), jeptiška, abatyše z Maubuisson,
    - Diane d'Estrées (1556–1618), kterou si vzal maršál Jean de Monluc de Balagny v roce 1599
    - Julienne-Hypolite-Joséphine d'Estrées (1575–1657), který si vzal Georges de Brancas, vévoda de Villars
    - Francis I Hannibal, vévoda maršál d'Estrées

  - Marie, x 1560 Claude de Beauvilliers hrabě de Saint-Aignan, † 1583 v Antverpách
  - Isabelle / Isabeau Dame d ' Alluyes, x 1572 François d'Escoubleau de Sourdis: odtud markýz de Sourdis a d'Alluyes
  - Georges
  - Jean III Babou, hrabě ze Sagonne, † 1589 v Arques atd.
- Jacques (1512–1532), biskup v Angoulême v 1528-32
- Philibert (1513–1570), biskup v Angoulême v letech 1533–1562 / 1567, kardinál komoří v roce 1570
- Léonor (zemřel v roce 1558), královský číšník, který se bude v roce 1558 podílet na obléhání Thionville
- Francois
- Claude Babou de La Bourdaisière (zemřel 1590)
- Marie (narozena v roce 1524) provdaná za Bonaventuru Gilliera (zemřel v roce 1584), barona de Marmande
- Antoinette Babou de La Bourdaisière.